# Протока Ажабачья
Протока Ажабачья (Ажабачья)— река на полуострове Камчатка в России. Длина реки — 12 км. Площадь водосборного бассейна насчитывает 540 км². Протекает по территории Усть-Камчатского района.
Вытекает из озера Ажабачьего у подножия горы Ажабач. Течёт в северо-восточном направлении среди болот со скоростью 0,6 м/с. Впадает в реку Камчатка справа на расстоянии 35 км от её устья в урочище Малые Щёки. На правом берегу Протоки Ажабачьей расположено селение Радуга.
По данным государственного водного реестра России относится к Анадыро-Колымскому бассейновому округу. Код водного объекта — 19070000112120000018074.